# QGIS
El Quantum GIS (abreviat sovint com a QGIS) és un programa de visualització, edició i anàlisi de dades que conforma un sistema d'informació geogràfica (SIG). Es tracta de programari de codi lliure i multiplataforma, és a dir que es pot modificar i descarregar lliurement i es pot utilitzar amb diversos sistemes operatius.

## Desenvolupament
Gary Sherman va començar el desenvolupament del Quantum GIS a inicis del 2002. Va anar guanyant funcionalitats i desenvolupadors, fins a esdevenir el projecte ensenya de l'Open Source Geospatial Foundation l'any 2007. Finalment, la versió 1.0 Kore fou alliberada el gener de 2009.
El programa està escrit en C++ i fa un ús extensiu de les llibreries Qt per a la seva interfície gràfica. Permet la integració de plugins programats tant en llenguatges C++ com Python. A més de les llibreries Qt també té dependències de GEOS and SQLite. Altres llibreries recomanades són GDAL, GRASS GIS, PostGIS i PostgreSQL, ja que permeten treballar amb més formats de dades.
El Quantum GIS funciona en múltiples sistemes operatius: Mac OS X, Linux, UNIX i Microsoft Windows. També utilitza menys recursos comparat amb els paquets SIG comercials, necessitats menys velocitat del processador i quantitat de RAM. El manteniment i evolució del programa el realitza un equip de voluntaris, que A 2012 també l'havien traduït a 48 llengües diferents. Actualment el programari s'utilitza internacionalment tant en entorns professionals com acadèmics.

### Història de les versions
| Versió      | Nom en clau | Data d'alliberament    | Canvis significatius |
| ----------- | ----------- | ---------------------- | --- |
| 0.0.1-alpha |             | juliol de 2002         | Importar i veure dades de PostGIS |
| 0.0.3-alpha |             | 10 d'agost de 2002     | Afegeix suport per formats de tipus vectorial.                                                                                                  |
| 0.0.4-alpha |             | 15 d'agost de 2002     | Millores en la gestió de capes, colors i propietats en una finestra específica.                                                                 |
| 0.0.5-alpha |             | 5 d'octubre de 2002    | Solució d'errors i millorar de l'estabilitat, capacitat de modificar l'amplada dels vector i funcionalitat de zoom millorada.                   |
| 0.0.6       |             | 24 de novembre de 2002 | Millores de les connexions amb PostGIS, s'afegeix la funció d'identificació de capes i l'habilitat per veure i ordenar per taules d'atributs.   |
| 0.0.7       |             | 20 de novembre de 2002 | |
| 0.0.8       |             | 11 de desembre de 2002 | |
| 0.0.9       |             | 25 de gener de 2003    | |
| 0.0.10      |             | 13 de maig de 2003     | |
| 0.0.11      |             | 10 de juny de 2003     | |
| 0.0.12      |             | 10 de juny de 2003     | |
| 0.0.13      |             | 8 de desembre de 2003  | |
| 0.1pre1     |             | 14 de febrer de 2004   | Afegeix suport per arxius raster (mapa de bits); ombrejat de vectors; habilitat per crear buffers; va ser implementat com un plugin de PostGIS. |
| 0.1         | Moroz       | 25 de febrer de 2004   | |
| 0.2         | Pumpkin     | 26 d'abril de 2004     | [ Enllaç no actiu ] |
| 0.3         | Madison     | 28 de maig de 2004     | Arxivat 2007-07-22 a Wayback Machine. |
| 0.4         | Baby        | 4 de juliol de 2004    | [ Enllaç no actiu ] |
| 0.5         | Bandit      | 5 d'octubre de 2004    | |
| 0.6         | Simon       | 19 de desembre de 2004 | Arxivat 2008-11-21 a Wayback Machine. |
| 0.7         | Seamus      |                        | |
| 0.7.3       |             | 11 d'octubre de 2005   | Arxivat 2009-01-07 a Wayback Machine. |
| 0.8         |             | 7 de gener de 2007     | Arxivat 2012-12-20 at Archive.is |
| 0.8.1       | "Titan"     | 15 de juny de 2007     | [ Enllaç no actiu ] |
| 0.9.0       |             | 26 d'octubre de 2007   | Arxivat 2008-12-29 a Wayback Machine. |
| 0.9.1       | "Ganymede"  | 6 de gener de 2008     | Arxivat 2007-05-09 at Archive.is |
| 0.10        | "Io"        | 3 de maig de 2008      | Arxivat 2008-12-19 a Wayback Machine. Arxivat 2008-12-22 a Wayback Machine.                                                                     |
| 0.11.0      | "Metis"     | 21 de juliol de 2008   | Arxivat 2008-12-18 a Wayback Machine. |
| 1.0.0       | "Kore"      | 5 de gener de 2009     | Arxivat 2008-12-01 a Wayback Machine. Arxivat 2009-01-27 a Wayback Machine.                                                                     |
| 1.1.0       | "Pan"       | 12 de maig de 2009     | Arxivat 2009-09-17 a Wayback Machine. |
| 1.2.0       | "Daphnis"   | 1 de setembre de 2009  | Arxivat 2009-09-06 a Wayback Machine. |
| 1.3.0       | "Mimas"     | 20 de setembre de 2009 | Arxivat 2009-10-26 a Wayback Machine. Arxivat 2009-09-25 a Wayback Machine.                                                                     |
| 1.4.0       | "Enceladus" | 10 de gener de 2010    | Arxivat 2010-03-12 a Wayback Machine. Arxivat 2010-01-12 a Wayback Machine.                                                                     |
| 1.5.0       | "Tethys"    | 29 de juliol de 2010   | Arxivat 2010-06-13 a Wayback Machine. |
| 1.6.0       | "Copiapó"   | 27 de novembre de 2010 | Arxivat 2010-11-28 a Wayback Machine. Arxivat 2010-11-30 a Wayback Machine.                                                                     |
| 1.7.0       | "Wrocław"   | 19 de juny de 2011     | Arxivat 2011-11-28 a Wayback Machine. |
| 1.8.0       | Lisboa      | 21 de juny de 2012     | Arxivat 2012-07-03 a Wayback Machine. |
| 2.0.0-2.0.1 | Dufour      | 8 de setembre de 2013  | Arxivat 2013-11-23 a Wayback Machine. |
| 2.2         | Valmiera    | 22 de febrer de 2014   | [ 8 ] [ 9 ] |
| 2.4         | Chugiak     | 27 de juny de 2014     | |
| 2.6         | Brighton    | 1 de novembre de 2014  | |
| 2.8.0-2.8.3 | Wien        | 20 de febrer de 2015   | Arxivat 2015-03-15 a Wayback Machine. |
| 2.10        | Pisa        | 26 de juny de 2015     | |
| 2.12        | Lyon        | 23 d'octubre de 2015   | Arxivat 2015-10-29 a Wayback Machine. |
| 2.14 LTR    | Essen       | 29 de febrer de 2016   | |
| 2.16        | Nødebo      | 8 de juliol de 2016    | |
| 2.18 LTR    | Las Palmas  | 21 d'octubre de 2016   | |
| 3.0         | Girona      | 21 d'octubre de 2016   | |

## Funcionalitats
El Quantum GIS permet la integració amb altres paquets SIG de codi lliure com ara PostGIS, GRASS, MapServer i SAGA per tal d'oferir als usuaris una major funcionalitat.
Els plugins, escrits en el llenguatge Python, permeten ampliar les capacitats del QGIS. Alguns exemples inclouen la interacció amb l'API de mapes de Google, geoprocessament amb (fTools) i interfícies amb les bases de dades PostgreSQL i MySQL.

## Adopció
Diverses organitzacions públiques i privades han adoptat el programari QGIS. Entre d'Altres l'estat austríac de Vorarlberg, els cantons suïssos de Glarus i Solothurn, o l'Institut Cartogràfic i Geològic de Catalunya.